# Kubasångare
Kubasångare (Teretistridae) är en nyligen urskild fågelfamilj med endast två arter som enbart förekommer på Kuba.

## Arter i familjen och deras kännetecken
Familjen omfattar endast ett släkte med två arter:
- Gulhuvad kubasångare (T. fernandinae)
- Gulbröstad kubasångare (T. fornsi)

Båda är sångarliknande fåglar i gult och grått som håller till i tät undervegetation. Födan består av insekter och ryggradslösa djur, men kan också ta små ödlor och fruit. De bygger ett enkelt skålformat bon som placeras lågt i en buske vari två till tre ägg läggs.

## Släktskap
Arterna i familjen har placerats i familjen skogssångare. DNA-studier visar dock att de tillhör en egen utvecklingslinje, troligen närmast centralamerikanska arten zeledonia (Zeledonia coronata) och relativt nära trupialer.